# Inmarsat
Inmarsat ist ein britisches Unternehmen, das einen Mobilfunkdienst über Satelliten betreibt, der die Erdoberfläche weitgehend abdeckt. Es war an der London Stock Exchange börsennotiert und zeitweise auch Mitglied im FTSE 100 Index, bevor Inmarsat nach einer Übernahme durch ein privates Konsortium im Dezember 2019 aus dem Handel genommen wurde. Seit 2021 gehört Inmarsat zur US-amerikanischen Viasat Inc.

## Unternehmensgeschichte
Inmarsat ist aus der internationalen Organisation INMARSAT (Internationale Seefunksatelliten-Organisation, BGBl. 1979 II S. 1081, 1082) hervorgegangen. Diese wurde 1979 durch Übereinkommen von Vertragsstaaten der Internationalen Seeschifffahrts-Organisation (IMO) der Vereinten Nationen als „International Maritime Satellite Organization“ zu dem Zweck gegründet, das zur Verbesserung der Nachrichtenverbindungen für die Schifffahrt erforderliche Weltraumsegment zur Verfügung zu stellen und dadurch zur Verbesserung der Seenot- und Sicherheitsfunkverbindungen zum Schutz des menschlichen Lebens auf See, der Leistungsfähigkeit und des Einsatzes der Schiffe, der öffentlichen Seefunkdienste und der Funkortungsmöglichkeiten beizutragen (Art. 3 Abs. 1 des Übereinkommens). Davon profitierten insbesondere Bereiche, die nicht durch Kurz- oder Mittelwellen-Funk abgedeckt wurden. Die Tätigkeit der Organisation wurde auf friedliche Zwecke beschränkt (Abs. 3).
Zunächst mietete Inmarsat Satelliten an. Seit 1983 betreibt sie eigene Satelliten, die sie über mehr als 20 Bodenstationen steuert. Im Dezember 1994 wurde die Bezeichnung „INMARSAT“ in „Inmarsat“ geändert; damit ging eine Namensänderung der Organisation in „International Mobile Satellite Organization“ einher. Im April 1999 wurde Inmarsat als „Inmarsat plc“ privatisiert und unter die Aufsicht der internationalen Organisation International Mobile Satellite Organization (IMSO) gestellt. Seit Juni 2005 ist das Unternehmen börsennotiert.

## Angebot
Neben kommerziellen Diensten zur satellitengestützten Telefonie und Datenübertragung (Internetanbindung, Fax, Telexdiensten etc.) bietet Inmarsat auch Seenotkommunikationsdienste (GMDSS) an. Die Inmarsat-Satelliten werden auch für die Flugsicherung (FANS) in abgelegenen Regionen eingesetzt. Seit 1996 sind einige Inmarsat-Satelliten mit Transpondern ausgestattet, um die satellitengestützte Positionsbestimmung (GPS oder Galileo) zu verbessern (EGNOS).

## Satellitenflotte

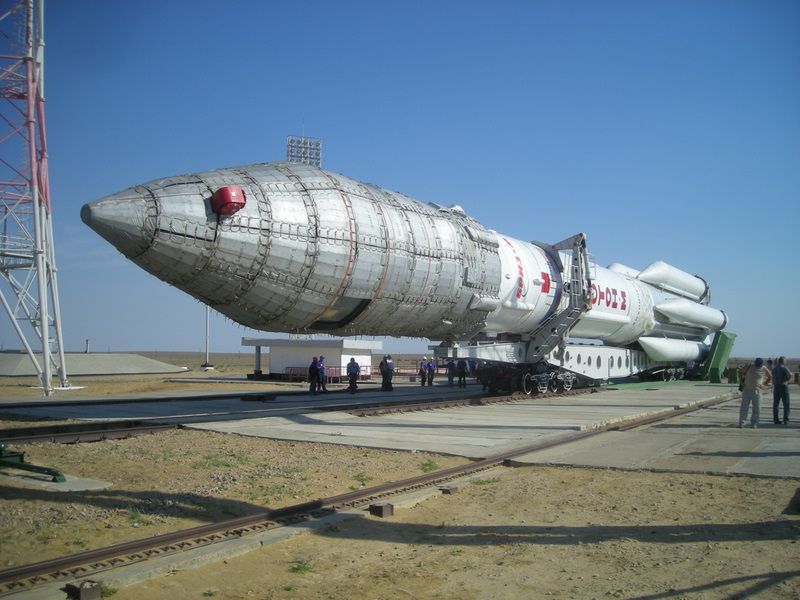
Die Proton-M-Rakete für Inmarsat-4 F3 auf der Startanlage

Inmarsat nutzt eine Satellitenflotte bestehend aus mehreren geostationären Satelliten, d. h., die Position der Satelliten am Himmel ist immer gleich. Mit drei geostationären Satelliten kann eine Netzabdeckung realisiert werden, die fast die ganze Erdoberfläche umfasst. Einzig die beiden Polarregionen werden nicht mit Inmarsat-Diensten versorgt.
In der nachfolgenden Tabelle werden alle Satelliten aufgelistet, die die Inmarsat je betrieben hat, immer noch betreibt oder für den Betrieb geplant sind:
| Satellit                     | Startdatum (UTC)  | Trägerrakete      | Startplatz    | Satellitenbus                          | Position      | NSSDC-ID      | Anmerkungen                                                         |
| Marisat-Serie                | Marisat-Serie     | Marisat-Serie     | Marisat-Serie | Marisat-Serie                          | Marisat-Serie | Marisat-Serie | Marisat-Serie                                                       |
| ---------------------------- | ----------------- | ----------------- | ------------- | -------------------------------------- | ------------- | ------------- | ------------------------------------------------------------------- |
| Marisat 1                    | 19.02.1976        | Delta 2914        | CC LC-17B     | HS-356 (Hughes Aircraft)               | 92,3° West    | 1976-017A     | Von Inmarsat-Vorgänger Marisat betrieben, außer Betrieb             |
| Marisat 2                    | 10.06.1976        | Delta 2914        | CC LC-17A     | HS-356 (Hughes Aircraft)               | 4,4° Ost      | 1976-053A     | Von Inmarsat-Vorgänger Marisat betrieben, außer Betrieb             |
| Marisat 3                    | 14.10.1976        | Delta 2914        | CC LC-17A     | HS-356 (Hughes Aircraft)               | 69,9° West    | 1976-101A     | Von Inmarsat-Vorgänger Marisat betrieben, außer Betrieb             |
| MARECS-Serie (1. Generation) |                   |                   |               |                                        |               |               |                                                                     |
| MARECS A                     | 20.12.1981        | Ariane 1          | CSG ELA-1     | ECS (British Aerospace)                | 90,5° West    | 1981-122A     | außer Betrieb. Auch MARECS 1                                        |
| MARECS B                     | 09.09.1982        | Ariane 1          | CSG ELA-1     | ECS (British Aerospace)                | –             | 1982-F06      | Bei Fehlstart verloren gegangen                                     |
| MARECS B2                    | 10.11.1984        | Ariane 3          | CSG ELA-1     | ECS (British Aerospace)                | 6,8° Ost      | 1984-114B     | außer Betrieb. Auch MARECS 2                                        |
| Inmarsat-2 (2. Generation)   |                   |                   |               |                                        |               |               |                                                                     |
| Inmarsat-2 F1                | 30.10.1990        | Delta II 6925     | CC LC-17B     | Eurostar-1000 (Matra Marconi)          | 178,8° West   | 1990-093A     | außer Betrieb                                                       |
| Inmarsat-2 F2                | 08.03.1991        | Delta II 6925     | CC LC-17B     | Eurostar-1000 (Matra Marconi)          | 146,4° Ost    | 1991-018A     | außer Betrieb                                                       |
| Inmarsat-2 F3                | 16.12.1991        | Ariane 44L H10    | CSG ELA-2     | Eurostar-1000 (Matra Marconi)          | 138,8° West   | 1991-084B     | außer Betrieb                                                       |
| Inmarsat-2 F4                | 15.04.1992        | Ariane 44L H10+   | CSG ELA-2     | Eurostar-1000 (Matra Marconi)          | 98,8° West    | 1992-021B     | außer Betrieb                                                       |
| Inmarsat-3 (3. Generation)   |                   |                   |               |                                        |               |               |                                                                     |
| Inmarsat-3 F1                | 03.04.1996        | Atlas-IIA         | CC LC-36A     | AS-4000 (Lockheed Martin)              | 64,4° Ost     | 1996-020A     | außer Betrieb                                                       |
| Inmarsat-3 F2                | 06.09.1996        | Proton-K/Blok-DM1 | Ba 81/23      | AS-4000 (Lockheed Martin)              | 15,4° West    | 1996-053A     | außer Betrieb                                                       |
| Inmarsat-3 F3                | 18.12.1996        | Atlas-IIA         | CC LC-36B     | AS-4000 (Lockheed Martin)              | 178,2° Ost    | 1996-070A     | außer Betrieb                                                       |
| Inmarsat-3 F4                | 03.06.1997        | Ariane 44L H10-3  | CSG ELA-2     | AS-4000 (Lockheed Martin)              | 42,5° Ost     | 1997-027A     | außer Betrieb                                                       |
| Inmarsat-3 F5                | 04.02.1998        | Ariane 44LP H10-3 | CSG ELA-2     | AS-4000 (Lockheed Martin)              | 53,9° West    | 1998-006B     | außer Betrieb                                                       |
| Inmarsat-4 (4. Generation)   |                   |                   |               |                                        |               |               |                                                                     |
| Inmarsat-4 F1                | 11.03.2005, 21:42 | Atlas V (531)     | CC LC-41      | Eurostar-3000GM (Astrium)              | 143,5° Ost    | 2005-009A     | außer Betrieb nach Kontrollverlust                                  |
| Inmarsat-4 F2                | 08.11.2005, 14:07 | Zenit-3SL         | SL Odyssey    | Eurostar-3000GM (Astrium)              | 63,9° Ost     | 2005-044A     |                                                                     |
| Inmarsat-4 F3                | 18.08.2008, 22:46 | Proton-M/Bris-M   | Ba 200/39     | Eurostar-3000GM (Astrium)              | 97,9° West    | 2008-039A     |                                                                     |
| Inmarsat-4A (Alphasat)       |                   |                   |               |                                        |               |               |                                                                     |
| Inmarsat-4A F4               | 25.07.2013, 19:41 | Ariane 5 ECA      | CSG ELA-3     | Alphabus (Thales Alenia, EADS Astrium) | 24,8° Ost     | 2013-038A     | Betrieb in Zusammenarbeit mit der ESA, auch Alphasat, Alphasat I-XL |
| Inmarsat-5 (5. Generation)   |                   |                   |               |                                        |               |               |                                                                     |
| Inmarsat-5 F1                | 08.12.2013, 12:12 | Proton-M/Bris-M   | Ba 200/39     | BSS-702HP (Boeing Satellite Systems)   | 62,6° Ost     | 2013-073A     | auch GX 1                                                           |
| Inmarsat-5 F2                | 01.02.2015, 12:31 | Proton-M/Bris-M   | Ba 200/39     | BSS-702HP (Boeing Satellite Systems)   | 55° West      | 2015-005A     | auch GX 2                                                           |
| Inmarsat-5 F3                | 28.08.2015, 11:44 | Proton-M/Bris-M   | Ba 200/39     | BSS-702HP (Boeing Satellite Systems)   | 179,6° Ost    | 2015-042A     | auch GX 3                                                           |
| Inmarsat-5 F4                | 15.05.2017, 23:21 | Falcon 9 v1.2     | KSC LC-39A    | BSS-702HP (Boeing Satellite Systems)   | 56,5° Ost     | 2017-025A     | auch GX 4                                                           |
| Inmarsat-5 F5                | 26.11.2019, 21:23 | Ariane 5 ECA      | CSG ELA-3     | Spacebus-4000B2 (Thales Alenia Space)  | 11,0° Ost     | 2019-080B     | auch GX 5                                                           |
| Inmarsat-6 (6. Generation)   |                   |                   |               |                                        |               |               |                                                                     |
| Inmarsat-6 F1                | 22.12.2021, 15:32 | H-IIA-204         | Ta YLP-1      | Eurostar-3000EOR (Astrium)             | 83,8° Ost     | 2021-128A     | auch GX 6A                                                          |
| Inmarsat-6 F2                | 18.02.2023, 03:59 | Falcon 9 v1.2     | CC SLC-40     | Eurostar-3000EOR (Astrium)             |               | 2023-022A     | auch GX 6B                                                          |
| Inmarsat-7 (7. Generation)   |                   |                   |               |                                        |               |               |                                                                     |
| Inmarsat-7 F1                | 2025 (geplant)    | noch unklar       | noch unklar   | OneSat (Airbus Defence and Space)      | –             | –             | Noch nicht gestartet, auch GX 7                                     |
| Inmarsat-7 F2                | 202x (geplant)    | noch unklar       | noch unklar   | OneSat (Airbus Defence and Space)      | –             | –             | Noch nicht gestartet, auch GX 8                                     |
| Inmarsat-7 F3                | 202x (geplant)    | noch unklar       | noch unklar   | OneSat (Airbus Defence and Space)      | –             | –             | Noch nicht gestartet, auch GX 9                                     |
| Inmarsat-S (EuropaSat)       |                   |                   |               |                                        |               |               |                                                                     |
| EuropaSat                    | Nicht gestartet   | Proton-M/Bris-M   | Ba 200/39     | Spacebus-4000C3 (Thales Alenia Space)  | –             | –             | Nicht gestartet, in Inmarsat-S-EAN umgewandelt                      |
| Inmarsat-S-EAN               | 28.06.2017, 21:15 | Ariane 5 ECA      | CSG ELA-3     | Spacebus-4000C4 (Thales Alenia Space)  | 39,0° Ost     | 2017-040A     | Auch HellasSat 3, EuropaSat                                         |

### Inmarsat 4
Die Satelliten der Reihe Inmarsat 4 wurden für die Erweiterung von Inmarsats satellitengestütztem Breitbandnetzwerk Broadband Global Area Network (BGAN) entwickelt, welches seinen Nutzern weltweit mobile Sprach- und Breitband-Datenkommunikation zu Land, zu Wasser und in der Luft in hoher Qualität ermöglicht. Die Satelliten können für diesen Zweck mit ihrer 9 m großen Antenne einzeln steuer- und programmierbare 19 großräumige und 200 eng begrenzte Sende- und Empfangsbereiche bilden. Sie wurden von EADS Astrium auf Basis des Satellitenbusses Eurostar-3000GM hergestellt. Der quaderförmige Grundkörper hat eine Größe von 7,0 m × 2,9 m × 2,3 m und ist mit zwei Solarzellenauslegern von 45 m Spannweite und 14 kW Leistung ausgestattet. Als Solarzellenmaterial kommt eine Kombination aus Silizium und Galliumarsenid zum Einsatz. Für Antrieb und Lageregelung verfügen die Satelliten sowohl über chemische als auch Ionentriebwerke. Die Auslegungslebensdauer liegt bei 13 Jahren.

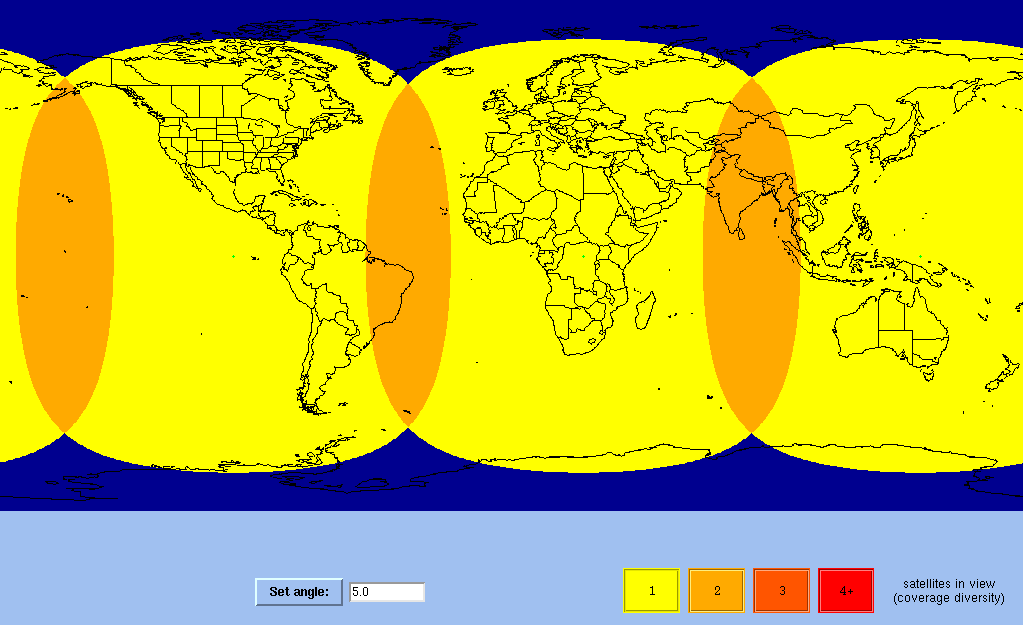
Netzabdeckung BGAN/IsatPhone in der Ebene, Höhenwinkel 5°
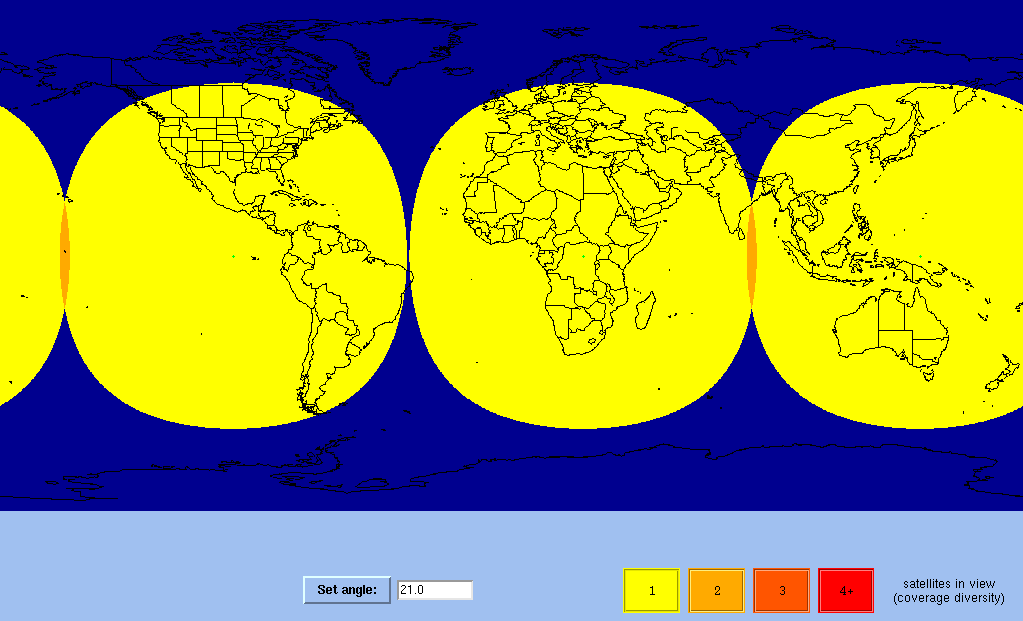
Netzabdeckung in tiefen Schluchten und Bergtälern, Höhenwinkel 21°

## Dienste

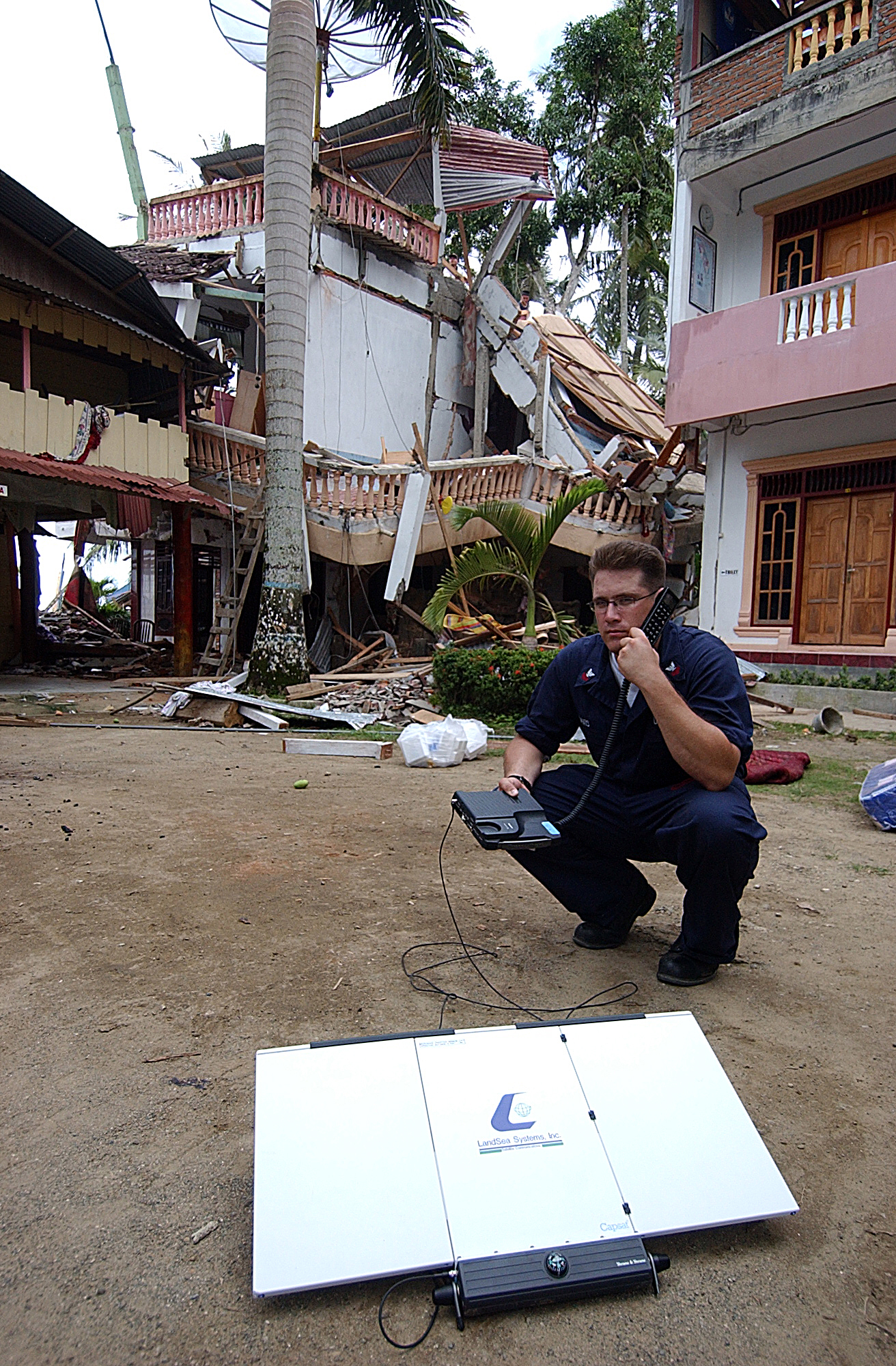
Satellitentelefon des Inmarsat-Systems

Im Laufe der Zeit hat Inmarsat verschiedene Dienste entwickelt:
- Inmarsat A war der 1982 eingeführte erste Inmarsatdienst. Dieser einzige analoge Dienst stellte Sprachverbindungen, Telex und Fax sowie Notverkehr mit 9,6 – 64 kbit/s bereit. Inmarsat A wurde am 31. Dezember 2007 um 23:59 Uhr UTC eingestellt.
- Inmarsat B stellte seit 1993 die gleichen Dienste mit digitaler Datenübertragung bereit und war GMDSS-kompatibel. Dieser Dienst wurde am 30. Dezember 2016 eingestellt.[12]
- Inmarsat C ist ein paketbasierter Dienst, über den z. B. E-Mail-Verkehr und Telex abgewickelt oder Wetterinformationen empfangen werden können. Weiterhin bietet Inmarsat C einige Sicherheitsfunktionalitäten im Rahmen des GMDSS an, wie den Empfang von nautischen Warnmeldungen.
- Inmarsat D+ bietet ähnliche Dienste an wie Inmarsat-C, aber mit geringeren Übertragungsraten.
- Inmarsat E/E+ diente dem Empfang von Notsignalen, die von Notfunkbaken ausgesendet werden. Inmarsat E+ war eine Erweiterung von Inmarsat E, bei der eine Empfangsbestätigung an die Notfunkbake zurückgesendet wurde. Inmarsat hat nach Beratungen mit der IMSO beschlossen, den Dienst am 1. Dezember 2006 einzustellen. Weltweit gab es ca. 1300 Inmarsat-E-Seenotfunkbaken.
- Inmarsat M bot die Übertragung von Sprache, Fax und Daten mit geringen Übertragungsraten (2,4 – 4,8 kbit/s). Dieser Dienst wurde am 30. Dezember 2014 eingestellt.[13]
- Inmarsat Mini M bot die gleichen Dienste, war aber auf die stärker gebündelten Satellitensignale angewiesen (spot beam im Gegensatz zu global beam). Der Dienst „Land Mini-M“ wurde am 30. Juni 2015 und der Dienst „Maritime Mini-M“ am 30. Dezember 2016 eingestellt.[13]
- Inmarsat Fleet umfasst mehrere Systeme: Inmarsat Fleet 77, Inmarsat Fleet 55 und Inmarsat Fleet 33. Diese nach dem Antennendurchmesser in Zentimetern benannten Systeme stellen verschiedene Dienste von langsamer Sprachübertragung bis zu paketbasiertem ISDN-Service mit 128 kbit/s bereit, Fleet 77 umfasst auch GMDSS.[14] Die Dienste Inmarsat Fleet 33 und 55 wurden am 31. März 2018 eingestellt, Inmarsat Fleet 77 am 1. Dezember 2020.[15]

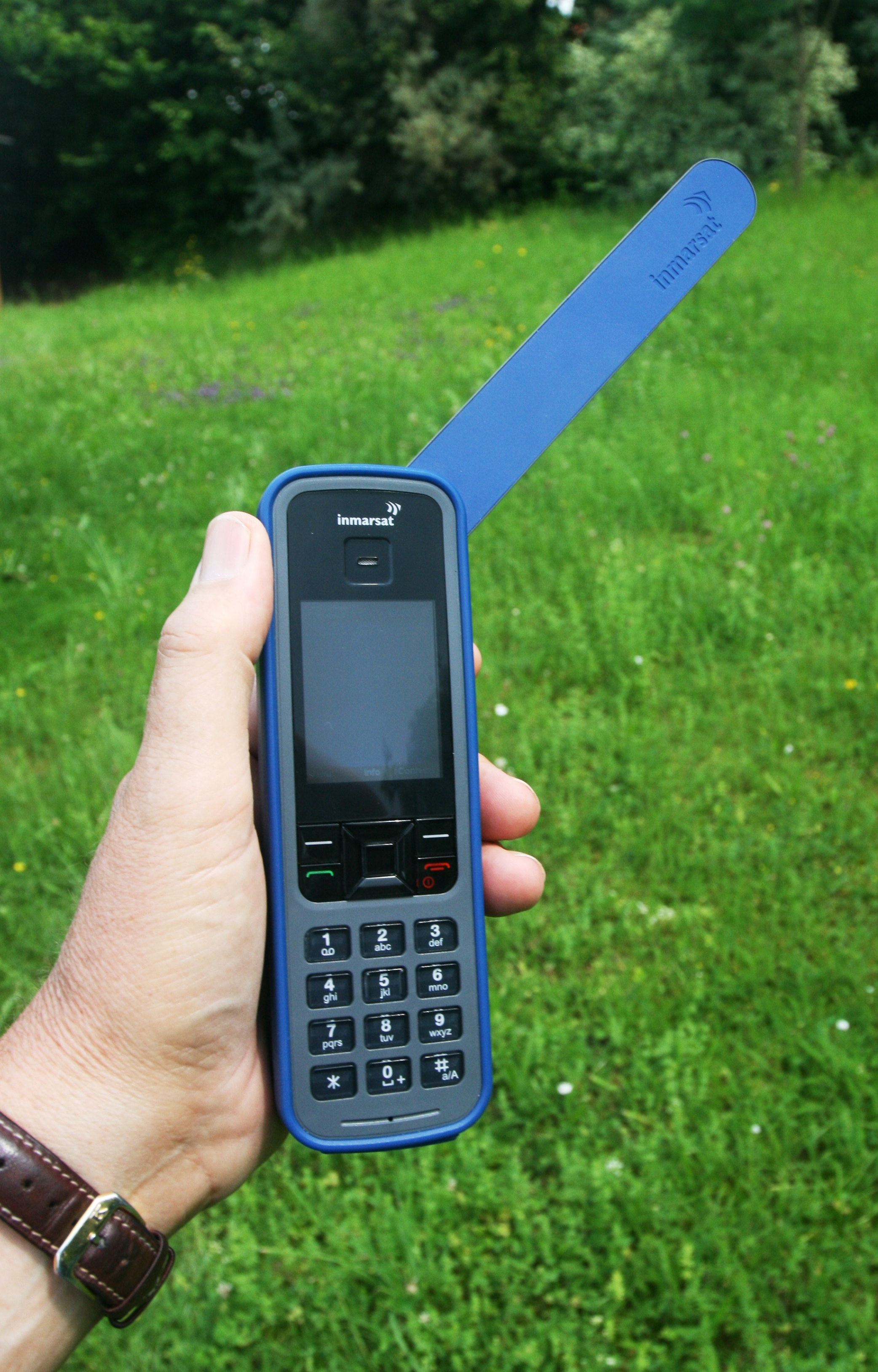
Satellitentelefon IsatPhone-Pro von Inmarsat

Mit Inmarsat 4 werden unter unterschiedlichen Bezeichnungen Breitbanddienste für land-, see- und luftgestützte Kommunikation angeboten. Für diese besteht durch die drei I-4 Satelliten weltweite Abdeckung, mit Ausnahme der Polkappen:
- BGAN steht für Broadband Global Area Network und ist ein Sprach- sowie Datendienst mit hohen Übertragungsraten, der für Landgebiete ohne entsprechende Infrastruktur gedacht ist. Die Übertragungsgeschwindigkeit beträgt bis zu 492 kbit/s.
- FleetBroadband wird auf See paketorientierte Dienste mit einer Datenrate von 432 kbit/s und leitungsorientierte Dienste (ISDN) mit 64 kbit/s bereitstellen.
- SwiftBroadband wird für Flugzeuge paketorientierte Dienste mit einer Datenrate von 432 kbit/s und leitungsorientierte Dienste (ISDN) mit 64 kbit/s bereitstellen.
- IsatPhone Pro ist ein ebenfalls über Inmarsat 4 realisiertes, aus der Kooperation mit dem Satellitennetz ACeS entstandenes Produkt, welches mit einem kompakten Handgerät Sprach- und Datendienste (2,4 kbit/s für Sprachtelefonie) bietet.[16]

## Rufnummern
Die ITU hatte Inmarsat die internationalen Vorwahlen +870 bis +874 zugewiesen. Ursprünglich waren die Vorwahlen +871 bis +874 nur die Zugangskennziffern für die vier Satelliten:
- +871 Atlantischer Ozean (Ost)
- +872 Pazifischer Ozean
- +873 Indischer Ozean
- +874 Atlantischer Ozean (West)

Von 2005 bis Ende 2008 arbeitete Inmarsat daran, alle Teilnehmer unter der seit Anfang 2009 weltweit eindeutigen Vorwahl +870 (englisch Single Network Access Code, SNAC) und einer 9-stelligen Teilnehmernummer zu erreichen. Der von der ITU zugewiesene Mobile Network Code (MNC) ist 901-11.